# Pinčové, knírači, plemena molossoidní a švýcarští salašničtí psi
Pinčové, knírači, plemena molossoidní a švýcarští salašničtí psi je rozsáhlá skupina psů dle FCI s pořadovým číslem dva. Najdeme zde drobné pinče, ale zároveň i největší plemena psů na světě: dogy.
Pojem „molossoidní“ označuje těžká a velká plemena psů, jako jsou dogy a mastifové. Tato skupina má celkem tři sekce: Pinčové a knírači; Molossoidní plemena (dogovití psi) a Švýcarští salašničtí psi. Sekce Molossoidní plemena se dále dělí na dvě podsekce: Molossoidní plemena typu mastifa a Molossoidní plemena horského typu. Celkově se tato skupina dá považovat za různorodou, jsou to psi různých povah, velikosti i barev. Z molossoidních plemen je asi nejznámější německá doga, z dalších sekcí je to knírač.
Česká republika zde žádného zástupce nemá, ale najdeme zde německá plemena: dogu a knírače.

Bordeauxská doga

Pinčové většinou vznikali jako lovci malých hlodavců, především na farmách, ale časem je nahradili živější a aktivnější teriéři. Jejich historie nesahá příliš do hloubky a obecně se jedná o malá psí plemena s lehkou kostrou a tvrdohlavou povahou. Avšak jsou zde i výjimky, třeba dobrman je velké psí plemeno a přesto se řadí mezi pinče. Dnes již tito psi zastávají pouze funkce domácích mazlíčků. Díky své mrštnosti se ale hodí i pro psí sporty.
Knírač je pes na tři způsoby; může být malý, střední i velký. Dělí se i dle zbarvení, jedním z nich je například pepř a sůl. Jedná se o psí plemena výhradně z Německa a až na malého knírače byli vyšlechtěni pro lov hlodavců a menších savců. Malý knírač vznikal jako společenský pes a zmenšenina středního knírače. Dnes se využívají jako společníci do rodiny a psí sportovci. Můžeme je ale vidět jako záchranáře.
O většině molossoidních plemen se dá říct, že jsou starobylá. Už ve starověku byli obří psi využíváni tlupami lidí při bojích o území. Známy jsou i případy obrovských psů, kteří doprovázeli římská vojska do bitev. Podobné to bylo i za první a druhé světové války. Díky nim vzniklo i několik plemen, avšak jejich osud nebyl příliš slavný. Např. moskevský strážní pes, sic je neuznán FCI, je molossoidní pes který vznikl a rozšířil se i díky druhé světové válce. Jeho úkolem bylo se s bombou na zádech vrhat pod nepřátelské tanky pro maso, které mu tam hodil psovod. Avšak jakmile anténka bomby zavadila o nárazník tanku, vybuchla. Předci těchto velkých a obřích psů jsou neznámí, ale za jejich rozvoj mohou Féničané, kteří je převáželi na lodích do Evropy.

Argentinská doga

Švýcarští salašničtí psi jsou velcí s typickým zbarvením; mají tříbarevné znaky, přičemž většina těla je černá, obličejová maska a náprsenka mohou být bílé a místa na nohou jsou hnědá. Krom malých rozdílů ve výšce se moc neliší. Povahově jsou to klidní a přátelští psi vhodní k dětem, kteří sice imponují velikostí, ale nejsou to dobří hlídači.

## Plemena dle FCI

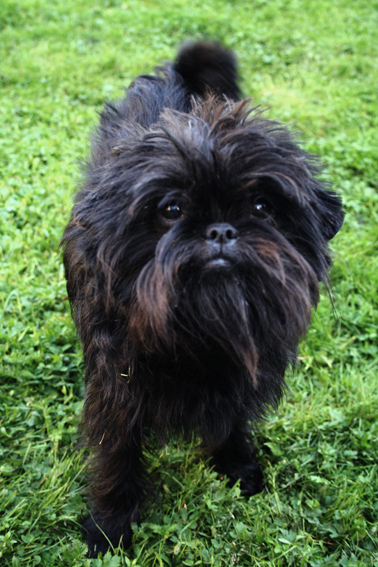
Opičí pinč

## Plemena dle FCI[2]

### Pinčové a knírači

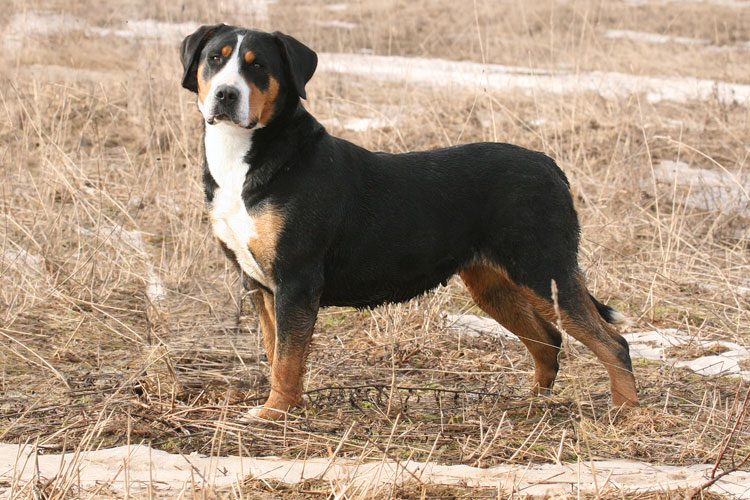
Velký švýcarský salašnický pes

- Dánsko-švédský farmářský pes
- Dobrman
- Holandský pinč
- Knírač velký
- Knírač střední
- Knírač malý
- Německý pinč
- Opičí pinč
- Rakouský pinč
- Ruský černý teriér
- Trpasličí pinč

### Molossoidní plemena (dogovití psi)

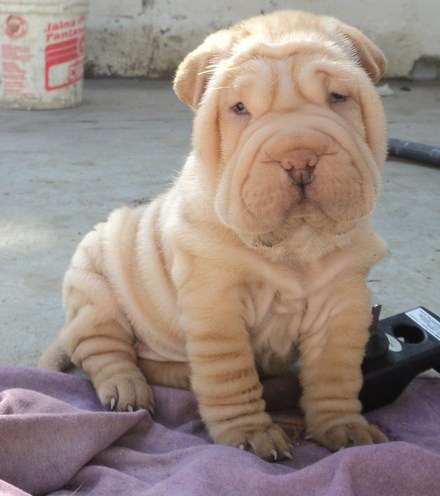
Šarpej

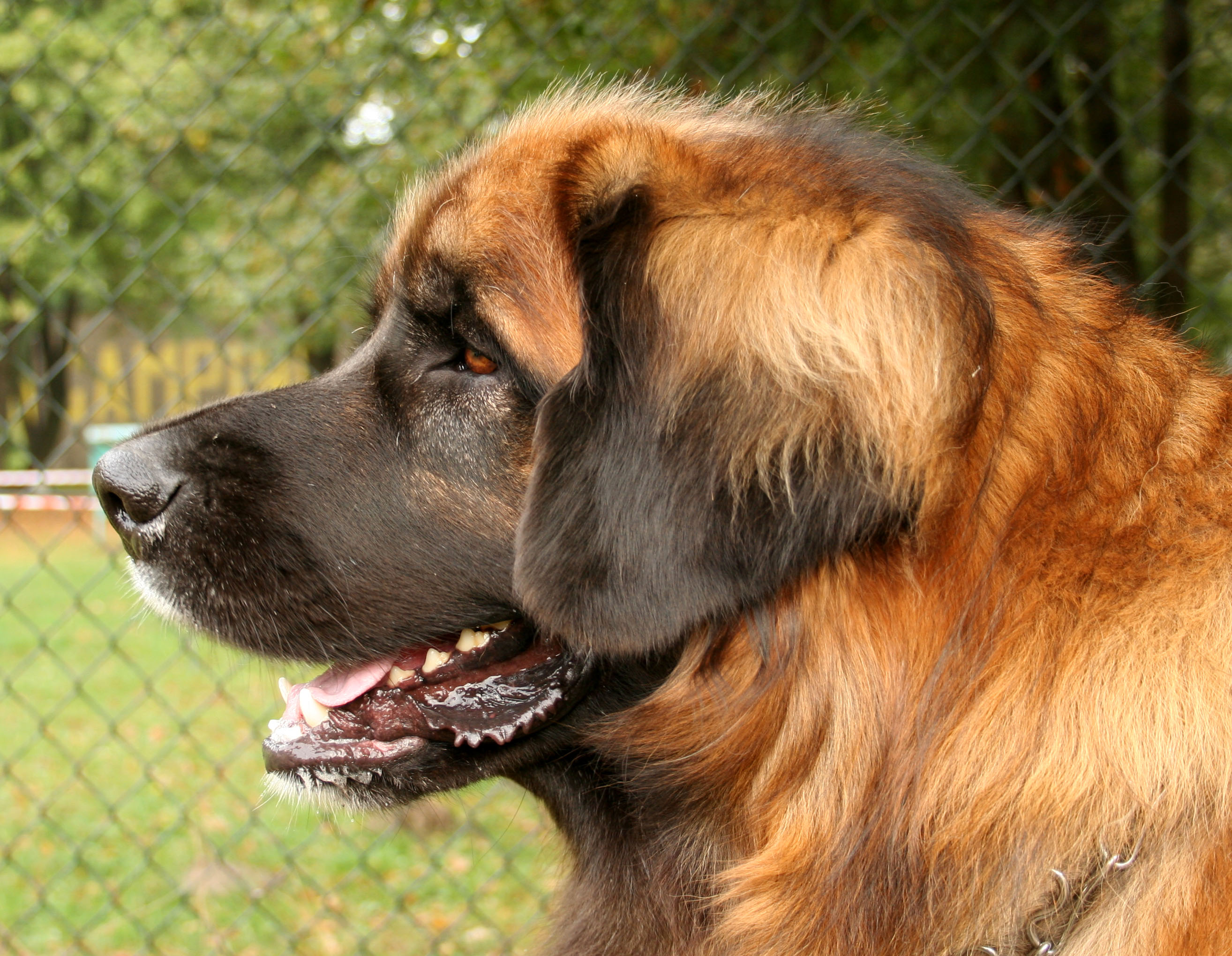
Leonberger

Molossoidní plemena typu mastifa
- Anglický buldok
- Anglický mastif
- Argentinská doga
- Bordeauxská doga
- Brazilská fila
- Bullmastif
- Dánská doga
- Chien Fila de Saint Miguel
- Italský corso pes (Cane Corso)
- Kanárská doga
- Kontinentální buldok
- Malorská doga
- Neapolský mastin
- Německý boxer
- Německá doga
- Šarpej
- Rotvajler
- Tosa-inu
- Uruguayský cimarron

Molossoidní plemena horského typu
- Aidi
- Anatolský pastevecký pes
- Bernardýn
- Cao de Castro Laboreiro
- Cao de Gado Transmontano
- Estrelský pastevecký pes
- Hovawart
- Kangalský pastevecký pes
- Kavkazský pastevecký pes
- Krašský pastevecký pes
- Landseer
- Leonberger
- Novofundlandský pes
- Pyrenejský horský pes
- LeonbergerPyrenejský mastin
- Rumunský ovčák z Bukoviny
- Středoasijský pastevecký pes
- Šarplaninský pastevecký pes
- Španělský mastin
- Tibetská doga
- Tornjak

### Švýcarští salašničtí psi
- Appenzellský salašnický pes
- Bernský salašnický pes
- Entlebušský salašnický pes
- Velký švýcarský salašnický pes